# Liste der Biografien/Grog
Liste der Biografien |
Portal Biografien |
Personensuche
# |
A |
B |
C |
D |
E |
F |
G |
H |
I |
J |
K |
L |
M |
N |
O |
P |
Q |
R |
S |
T |
U |
V |
W |
X |
Y |
Z |
?
 
Ga |
Gb |
Gc |
Gd |
Ge |
Gf |
Gh |
Gi |
Gj |
Gk |
Gl |
Gm |
Gn |
Go |
Gp |
Gq |
Gr |
Gs |
Gu |
Gv |
Gw |
Gy |
Gz
 
Gra |
Grb–Grd |
Gre |
Grg |
Gri |
Grj |
Grk |
Grl |
Grm |
Gro |
Grs |
Gru |
Gry |
Grz
 
Groa |
Grob |
Groc |
Grod |
Groe |
Grof |
Grog |
Groh |
Groi |
Groj |
Grok |
Grol |
Grom |
Gron |
Groo |
Grop |
Gros |
Grot |
Grou |
Grov |
Grow |
Groy |
Groz
Die Liste der Biografien führt alle Personen auf, die in der deutschsprachigen Wikipedia einen Artikel haben. Dieses ist eine Teilliste mit 41 Einträgen von Personen, deren Namen mit den Buchstaben „Grog“ beginnt.

## Grog

### Groga
- Grogan, Clare (* 1962), schottische Schauspielerin, Autorin und Sängerin
- Grogan, Daniel, US-amerikanischer Schauspieler
- Grogan, Hugh (1872–1950), US-amerikanischer Lacrossespieler
- Grogan, James (1931–2000), US-amerikanischer Eiskunstläufer
- Grogan, Janet (* 1988), irische Sängerin und Songschreiberin
- Grogan, John (* 1957), US-amerikanischer Journalist und Autor
- Grogan, Steve Dennis (* 1952), US-amerikanischer Mörder und ehemaliges Mitglied der Manson FamilySteve Dennis Grogan (* 1952)

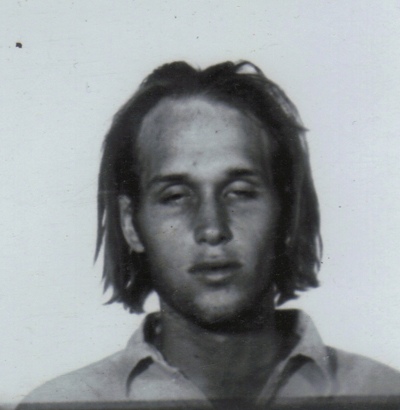
Steve Dennis Grogan (* 1952)

### Groge
- Gröger, Anna (1867–1961), österreichische sozialdemokratische Aktivistin und Politikerin, erste Abgeordnete des Kärntner Landtages
- Gröger, Carl Friedrich (1823–1876), österreichischer Stadtbaumeister
- Gröger, Erhard (* 1947), deutscher Fußballspieler
- Gröger, Florian (1871–1927), österreichischer Politiker und Abgeordneter zum Nationalrat der Sozialdemokratischen Arbeiterpartei Deutschösterreichs
- Gröger, Frieder (1934–2018), deutscher Mykologe
- Gröger, Friedrich Carl (1766–1838), norddeutscher Porträtmaler und Lithograph
- Gröger, Guido (1874–1950), österreichischer Bauunternehmer und Baumeister
- Gröger, Harald (* 1968), deutscher Chemiker
- Gröger, Hardy (* 1959), deutscher Radsportler
- Gröger, Herbert (* 1936), deutscher Autor
- Gröger, Herbert Martin (1928–2016), deutscher Berufsschullehrer
- Gröger, Karl (1918–1943), österreichischer Widerstandskämpfer gegen das NS-Regime
- Gröger, Konrad (1936–2020), deutscher Mathematiker und Hochschullehrer
- Gröger, Marie-José (* 1936), österreichische Malerin und Grafikerin
- Gröger, Markus (* 1991), deutscher Fußballspieler
- Gröger, Otto (1876–1953), Schweizer Sprachwissenschafter
- Gröger, Rolf (1935–2023), deutscher Mathematiker und Politiker (DSU), MdV
- Gröger, Roman Hans (* 1970), österreichischer Historiker
- Gröger, Rudolf (* 1934), deutscher Eishockeyspieler
- Gröger, Rudolf (1954–2015), deutscher Manager
- Gröger, Simon (* 1985), deutscher Politiker
- Gröger, Thomas (* 1966), deutscher Eishockeyspieler
- Gröger, Thomas (* 1967), deutscher Politiker (AfD), MdL
- Gröger, Walter (1922–1945), deutscher Matrose und Opfer der NS-JustizWalter Gröger (1922–1945)

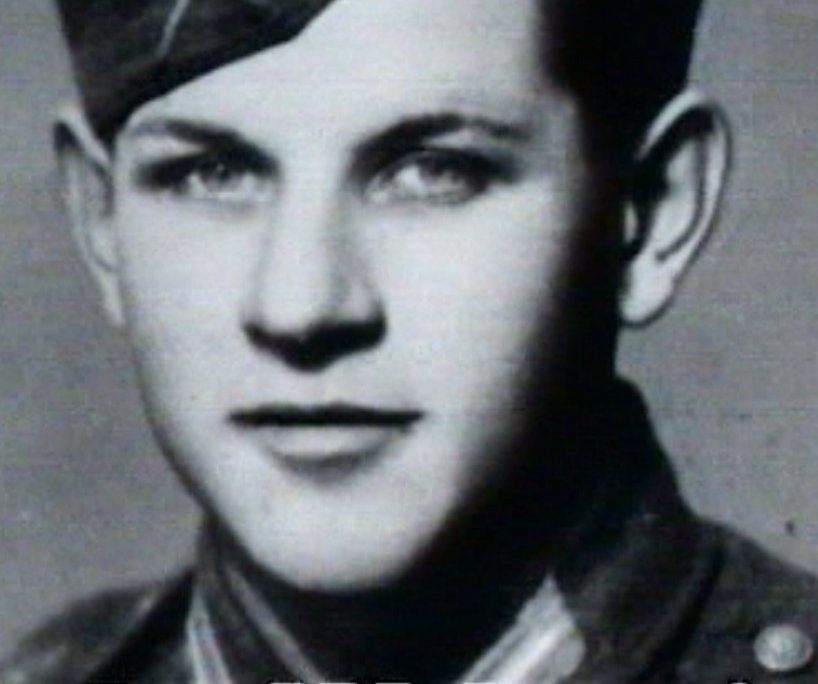
Walter Gröger (1922–1945)

- Gröger-Wurm, Helene (1921–2005), austroaustralische Ethnologin

### Grogg
- Grogg, Fritz (1905–1974), Schweizer Illustrator und Karikaturist
- Grogg, Robert (* 1948), Schweizer Seitenwagen-Motocrossfahrer
- Grogger, Paula (1892–1984), österreichische Schriftstellerin
- Groggs, Stepa J. (1988–2020), Rapper

### Grogl
- Grögler, Norbert (1928–1983), österreichischer Mineraloge und Planetologe
- Grögler, Wilhelm (1839–1897), deutscher Maler und Illustrator
- Grögli, Beat (* 1970), Schweizer römisch-katholischer Geistlicher, Bischof von St. Gallen

### Grogn
- Grogna, Louis (1879–1940), belgischer Bahnradsportler

### Grogo
- Grogorenz, Klaus (* 1937), deutscher Zehnkämpfer und Sprinter